# Powszechne Jednostki Ochrony
Powszechne Jednostki Ochrony (kurd. Yekîneyên Parastina Gel - YPG) – milicja kurdyjska działająca na terenie Syrii. Początkowo stanowiąca zbrojne ramię Partii Unii Demokratycznej (PYD), aktualnie oficjalna armia Demokratycznej Autonomicznej Administracji Północnej i Wschodniej Syrii.

## Historia

### Początki YPG
Oddziały YPG zostały utworzone w 2004, jako zbrojne ramię Partii Unii Demokratycznej, która stanowiła wówczas jedną z wielu opozycyjnych kurdyjskich partii w Syrii. Utworzenie zbrojnych oddziałów było spowodowane sprzeciwem wobec represji stosowanych przez władze Baszara al-Asada wobec członków PYD po zamieszkach w Al-Kamiszli. Początkowo nie stanowiły one znaczącej siły na terenach syryjskiego Kurdystanu.

### Wojna domowa w Syrii

#### 2011-2012
W 2011, po wybuchu wojny domowej w Syrii, Partia Unii Demokratycznej i Kurdyjska Rada Narodowa utworzona 26 października 2011) - która stanowiła polityczną organizację reprezentującą Kurdów w Narodowej Radzie Syryjskiej - powołały 12 lipca 2012 na ziemiach syryjskich Najwyższy Kurdyjski Komitet. Stanowił on organ rządzący na terenach syryjskiego Kurdystanu do 2015. Jego zbrojnym ramieniem zostały Powszechne Jednostki Obrony, które wówczas zyskały status wojska regularnego. Przyczyną powołania formacji zbrojnej była ochrona kurdyjskiej ludności w Syrii przed siłami prorządowymi.
Powszechne Jednostki Obrony rozpoczęły 19 lipca 2012 operację w syryjskim Kurdystanie. Bojówki te, składające się z 650 osób, zaatakowały miasto Ajn al-Arab, a dzień później zdobyły Amudę i Afrin, tuż przy granicy z Turcją. 21 lipca rebelianci kurdyjscy weszli do Al-Malikija i przygotowywali się do ataku na największe miasto w regionie, Al-Kamiszli. 22 lipca bojownicy zajęli Ras al-Ajn i Al-Darbasijja. Starcia wybuchły też w Al-Kamiszli po tym, jak służby bezpieczeństwa ostrzelały tam protestujących.

#### 2015
Na początku 2015 oddziały YPG odniosły znaczące zwycięstwo nad Państwem Islamskim podczas Oblężenia Kobanî, w czasie którego Kurdowie zaczęli otrzymywać wsparcie powietrze oraz naziemne od wojsk Stanów Zjednoczonych oraz innych krajów koalicji międzynarodowej (m.in. od Jordanii czy Emiratów Arabskich). Od tamtej pory YPG swoje działania skierowało głównie przeciwko Państwu Islamskiemu oraz innym islamistycznym ugrupowaniom syryjskiej opozycji.

## Organizacja
YPG jest jednym z założycieli oraz wiodącym ugrupowaniem Demokratycznych Sił Syryjskich (SDF lub QSD), stanowiących koalicję kilkudziesięciu milicji działających na terenie północnej Syrii, które reprezentują wiele grup etnicznych (m.in. Arabów, Asyryjczyków, Ormian, Turkmenów, Czerkiesów, Czeczenów) i religijnych (m.in. sunnitów, chrześcijan, jezydów). SDF powstało w październiku 2015 w celu polepszenia koordynacji i organizacji działań militarnych przeciwko Państwu Islamskiemu, Frontowi an-Nusra oraz innym ekstremistycznym ugrupowaniom. Oficjalnym celem koalicji jest stworzenie świeckiego, demokratycznego i federalnego państwa na terenach północnej Syrii.

### Pobór
Na terenach kontrolowanych przez Federację Rożawy nie jest przeprowadzany przymusowy pobór. YPG swoje siły opiera wyłącznie na osobach zaciągających się dobrowolnie, którym wypłacane jest miesięczne wynagrodzenie w wysokości 200 dolarów amerykańskich.
Pod koniec 2016 łączna liczba bojowników YPG wynosiła ponad 60 000, przy czym, z wyzwalaniem kolejnych terenów z rąk Państwa Islamskiego, ochotników jest coraz więcej. W skład YPG wchodzą w większości Kurdowie, ale funkcjonują również oddziały złożone z arabskich, turkmeńskich, ormiańskich czy zagranicznych ochotników. Duże znaczenie wśród oddziałów niekurdyjskich ma Syriacka Rada Wojskowa reprezentującą chrześcijańskich Asyryjczyków na terenach Syrii. Choć jest to ugrupowanie teoretycznie niezależne, w 2014 ogłosiło swoją podległość pod naczelne dowództwo YPG.

### Wydzielone części składowe

#### Kobiece Jednostki Ochrony
W 2012 utworzono Kobiece Jednostki Ochrony (YPJ), znane również jako Kobiece Jednostki Obrony. Stanowią one część YPG, jednak w skład ich oddziałów wchodzą wyłącznie kobiety. Według kurdyjskich mediów, oddziały YPJ odegrały istotną rolę w czasie Oblężenia Kobanî. W marcu 2017 rzecznik sił kurdyjskich w Rożawie poinformował, że liczebność bojowniczek YPJ wynosi około 24 000.

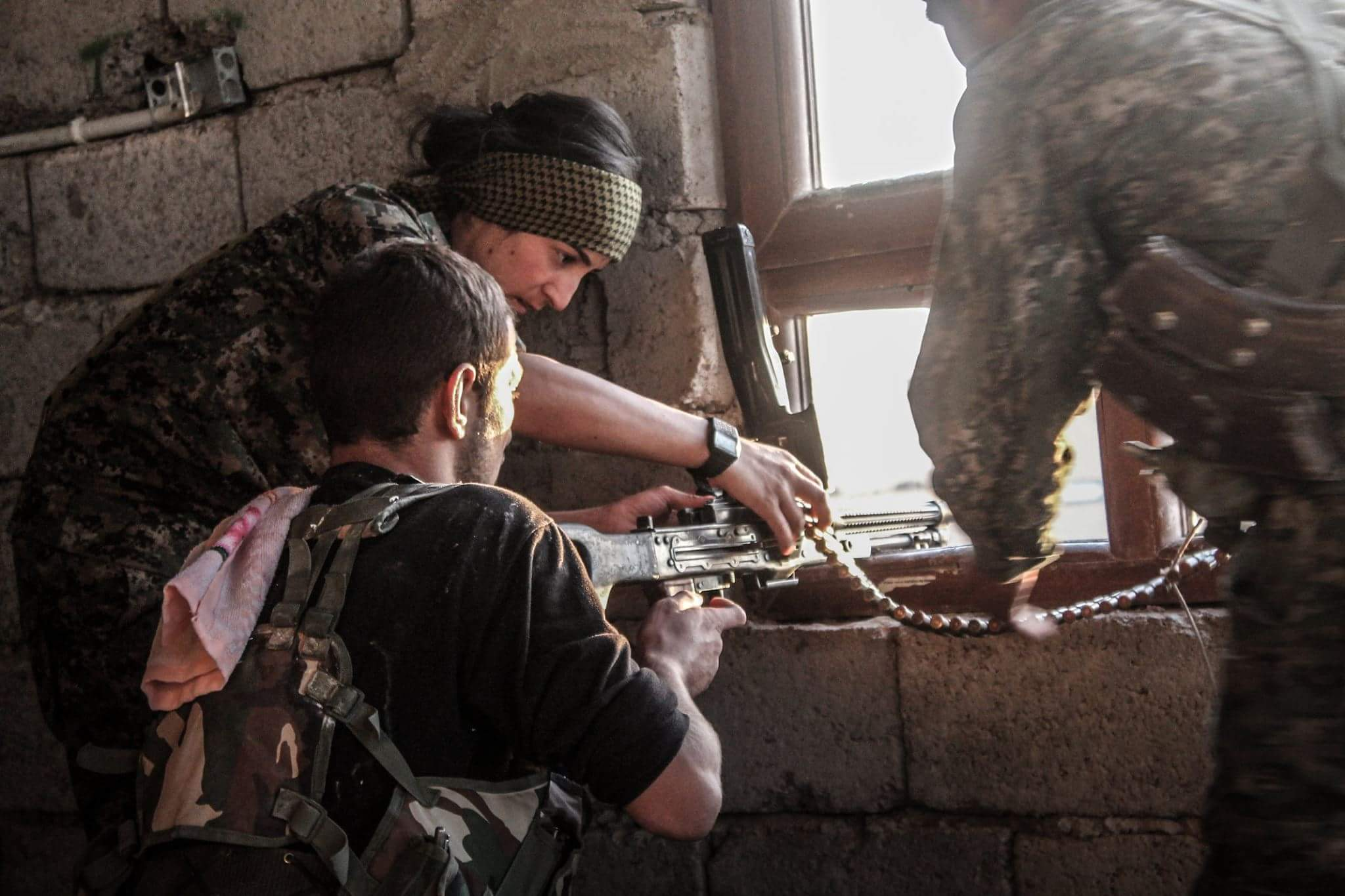
Żołnierze YPJ oraz YPG podczas operacji odbicia Ar-Rakki w 2017

#### Jednostki Antyterrorystyczne
Utworzone na początku 2015 Jednostki Antyterrorystyczne stanowią elitarne oddziały składającą się z najlepiej wyszkolonych i wyposażonych członków YPG oraz YPJ, których zadaniem jest namierzanie oraz niszczenie uśpionych komórek Państwa Islamskiego na terenie Rożawy, jak również przeprowadzanie akcji za liniami wroga.
Jednostkami Antyterrorystycznymi pierwotnie kierował dowódca YPG Ali Boutan, który szkolenia oddziałów wzorował na tych, jakie otrzymują amerykańskie oraz brytyjskie siły specjalne. Po pewnym czasie, rząd Stanów Zjednoczonych zaoferował kurdyjskim jednostkom specjalnym szkolenie na terenie Stanów Zjednoczonych pod okiem US Army Special Forces. Żołnierze zostali wysłani na kilkumiesięczny trening w bazach wojskowych Fort Bragg oraz Fort Campbell, a także otrzymali szkolenie od Centralnej Agencji Wywiadowczej na terenie Jordanii oraz Rożawy.

#### Oddziały zagraniczne
Jednym z pierwszych znanych zagranicznych ochotników, którzy przyłączyli się do YPG był pochodzący z Wisconsin Amerykanin Jordan Matson, który wyjechał do Syrii w 2014. Jest on organizatorem kampanii "Lions of Rojava" (pol. Lwy Rożawy), która miała na celu wspomagać proces rekrutacji zagranicznych ochotników. Oficjalna strona kampanii została założona na Facebooku 21 października 2014. W sierpniu 2015 jeden z przedstawicieli Partii Unii Demokratycznej oświadczył, że w szeregach YPG/YPJ walczy około 500 Europejczyków, natomiast Syryjskie Obserwatorium Praw Człowieka szacowało, że ponad 400 zagranicznych ochotników przyłączyło się do oddziałów YPG do samego czerwca 2015. Byli to głównie obywatele USA, Australii oraz krajów Europy (m.in. Polski), ale wśród ochotników są również obywatele takich państw jak Chiny, Japonia czy Brazylia.
10 czerwca 2015 w mieście Ras al-Ajn w północno-wschodniej Syrii, z inicjatywy tureckiej Marksistowsko-Leninowskiej Partii Komunistycznej (MLKP) utworzony został Międzynarodowy Batalion Wolności podlegający dowództwu YPG. Jednostka wzorowana na Brygadach Międzynarodowych, której celem jest konsolidacja wszystkich zagranicznych ochotników o poglądach lewicowych, walczących w składzie różnych jednostek YPG oraz tych, którzy zamierzają dołączyć do walki z Państwem Islamskim. Wśród ochotników, poza wieloma tureckimi ugrupowaniami, znajdują się między innymi członkowie greckich, francuskich czy brytyjskich grup o profilach marksistowskich, leninowsko-marksistowskich, maoistowskich czy anarchistycznych.
W grudniu 2016, z inicjatywy włosko-marokańskiego bojownika Karima Marcello Franceschiego, założona została brygada YPG International. Jednostka zainicjowana została jako propozycja dla przybywających z zachodu bojowników, chcących dołączyć do konkretnej brygady wojskowej, w której dominuje określony język. Przykładem tego może być Międzynarodowy Batalion Wolności, gdzie jednak dominującym językiem jest turecki, co stanowiło przeszkodę w komunikacji z zachodnimi bojownikami.

## Wsparcie zagraniczne
Ponieważ YPG działa w obszarze śródlądowym, rywalizujące ugrupowania opozycyjne, jak również rząd turecki i syryjski były w stanie fizycznie uniemożliwić dotarcie pomocy zagranicznej na tereny Rożawy. Istotniejszym problemem było jednak, że YPG nie posiadało sojuszników, którzy chcieliby zapewnić dostawy sprzętu.

### Koalicja międzynarodowa

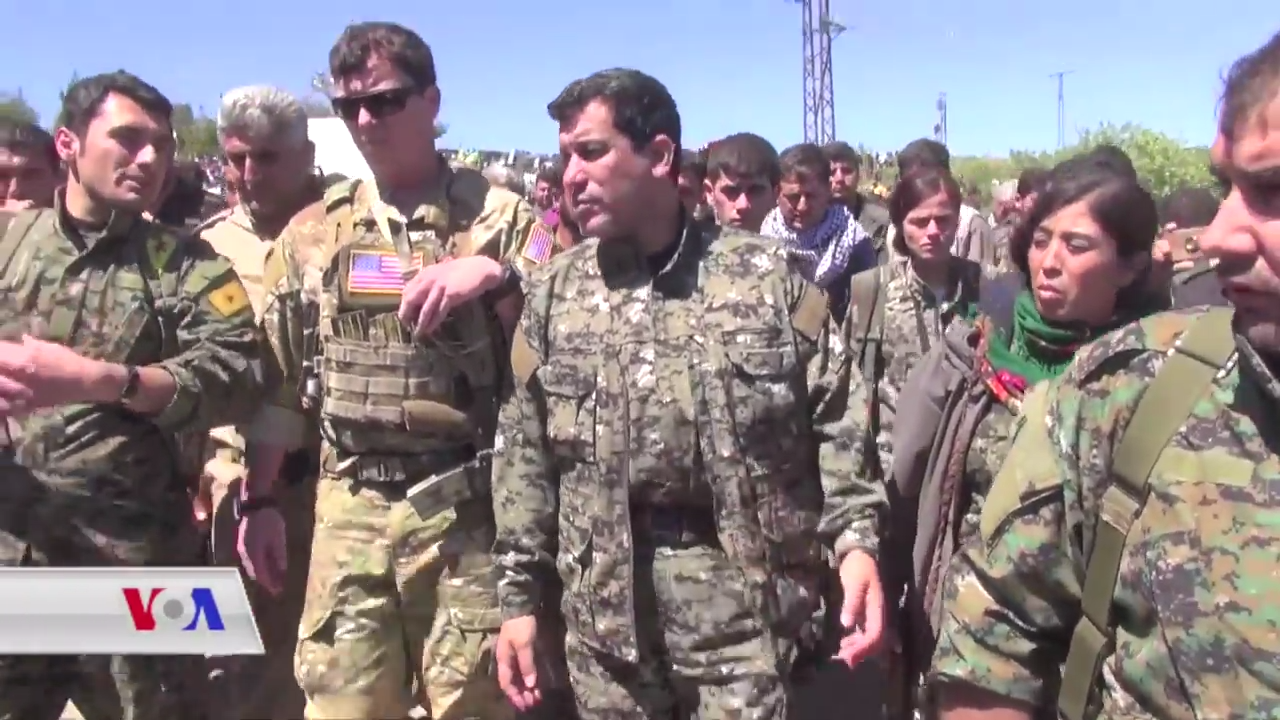
Oficer US Army oraz dowódcy YPG i YPJ odwiedzający północno-zachodnie ziemie Al-Hasaka po bombardowaniach wojsk tureckich

Stany Zjednoczone oraz inne kraje koalicji międzynarodowej dostarczyły YPG wsparcia z powietrza w czasie Oblężenia Kobanî oraz w trakcie późniejszych kampanii, pomagając YPG obronić terytorium przed atakami Państwa Islamskiego. Władze Turcji wiele razy krytykowały udzielanie pomocy kurdyjskim siłom. Swoje obawy uzasadniało powiązaniami rządzącej na ziemiach Rożawy Partii Unii Demokratycznej z Partią Pracujących Kurdystanu, która przez wiele państw uznawana jest za organizację terrorystyczną. W styczniu 2017 premier Turcji Binali Yildirim oskarżył administrację Baracka Obamy o wspieranie terroryzmu na terenach Syrii poprzez wysyłanie sprzętu jednostkom YPG.
W dniu 11 października 2015 Stany Zjednoczone rozpoczęły operację zrzutu 120 ton zaopatrzenia wojskowego dla YPG oraz ich arabskich i turkmeńskich sojuszników, w celu wsparcia walk przeciwko Państwi Islamskiemu na północ od Ar-Rakki. Pierwszy zrzut składał się z 112 palet amunicji i „innych przedmiotów, takich jak granaty”, w sumie 50 ton. Jednocześnie, Stany Zjednoczone poinformowały, że pomoc nie zawierała przeciwpancernych pocisków kierowanych TOW ani broni przeciwlotniczej. Miało to podkreślić szacunek Stanów Zjednoczonych dla interesów Turcji, której rząd wyrażał swój sprzeciw wobec amerykańskiego wsparcia dla kurdyjskich oddziałów. Z drugiej strony, Stany Zjednoczone przy wsparciu finansowym Arabii Saudyjskiej oraz Kataru, zapewniały uzbrojenie islamistycznym grupom rebeliantów, takim jak np. Brygada Sokołów Górskich, które walczyły przeciwko YPG podczas bitwy o Aleppo.
Podczas bitwy o At-Tabaka w 2017, Jednostki Antyterrorystyczne YPG zostały wyposażone w sprzęt dostarczony przez Stany Zjednoczone, w którym znalazły się były hełmy bojowe, noktowizory AN/PVS-7, latarki oraz karabinki M4 z celownikami laserowymi AN/PEQ-2, celownikami kolimatorowymi oraz magazynkami STANAG.
9 maja 2017 Pentagon ogłosił, że amerykański prezydent Donald Trump zatwierdził plan bezpośredniego dostarczenia przez Stany Zjednoczone uzbrojenia dla oddziałów YPG, w którym miałyby się znaleźć amunicja, broń podręczna, ciężkie karabiny maszynowe, buldożery oraz ciężkie pojazdy wojskowe; plan jest związany z planowaną ofensywą sił SDF na Ar-Rakkę, która stanowi nieoficjalną stolicę Państwa Islamskiego.

### Rosja
Wraz z bezpośrednim włączeniem się Rosji w konflikt syryjski pod koniec 2015, pojawiły się doniesienia, jakoby YPG miało prowadzić z rosyjskimi siłami wspólne manewry i otrzymywać broń z Rosji. Przeciwne kurdyjskim siłom grupy opozycji syryjskiej twierdziły, że rosyjskie naloty były wyjątkowo korzystnie dla działań militarnych YPG, jak również, że siły rosyjskie zrzucają na tereny kurdyjskie wyposażenie. Pomimo tego, przedstawiciele YPG zaprzeczyli, aby prowadzili wspólne manewry czy otrzymywali sprzęt od Rosji.
Władze Rosji nie raz wyrażały swoje poparcie dla działań YPG i krytykowały Turcję za jej antykurdyjskie działania. W 2016 rosyjski minister spraw zagranicznych Siergiej Ławrow naciskał, aby włączyć siły kurdyjskie do pokojowych rozmów genewskich dot. Syrii (tzw. "Genewa III"). Również w tym samym roku otworzono w Moskwie przedstawicielstwo Rożawy, którego np. nie ma w kraju największego sojusznika, czyli w Stanach Zjednoczonych. Pomimo tych działań, stanowisko Rosji wobec kurdyjskich sił nie jest do końca jasne.